# Рода (ваздухопловна једрилица)
Рода је двоседа једрилица за основну обуку мешовите конструкције која се производила у ВТРЗ Јастреб у Земуну.

## Развој
По завршетку Другог светског рата војни врх Југословенcке армије поставио је захтев да Југославија у сваком тренутку мора да има најмање 3.000 спортских пилота који би се у случају рата могли брзо преобучили за борбене пилоте. У том циљу вршена је велика пропаганда и улагање у развој ваздухопловног спорта, првенствено јериличарства. Међутим, главни проблем био је спора једриличарска обука која се заснивала на клизачима и скупим двоседим и једноседим једрилицама.
Уочавајући потребу за модернизацијом система обуке пилота-једриличара инжењер Иван Шоштарић је 1951. године на своју иницијативу конструисао двоседу једрилицу за почетну обуку - Рода. Њена појава означила је својеврсну револуцију у односу на дотадашњи систем обуке јер је омогућавала да се за исто време број обучених пилота утростручи уз знатно мање трошкове летења.
Захваљујући врло једноставној конструкцији произвођена је у великим серијама током 1951. и 1952. године, највише у ВТРЗ „Јастреб” у Земуну и представља прву нашу серијски грађену двоседу једрилицу.Производила се и у 20. мају у Скопљу, у ППТ, у Загребу и Новом Саду. Током маја 1954. појавила се варијанта са новом кабином направљеном од металних цеви пресвучених платном и са ветробраном испред предњег пилота. Са леве стране трупа била су врата дуж обе кабине. На овај начин знатно су побољшане летне карактеристике једрилице као и квалитет и удобност обуке.
Иако је шездесетих година потиснута савременијим двоседим једрилицама, она представаља не само значајан путоказ у ком правцу треба да се одвија обука како би се омасовио ваздухопловни спорт, већ је и сведочанство о напредном развоју мисли једриличарске обуке код нас.

## Карактеристике
| Финеса      | 1 : 16,5                                                                            |
| Перформансе | - минимална брзина 56,5 km/h - максимална брзина km/h - минимално пропадање 1,5 m/s |
| Димензије   | - размах крила 12,70 m - дужина 7,00 m - висина m - површина крила 16,70 m2         |
| Маса        | - сопствена kg - полетна 280 kg                                                     |

## Коришћење
- Југославија
- Грчка

## Сачувани примерци
У Музеју ваздухопловства у Београду на другом нивоу изложен је један примерак ваздухопловне једрилице Рода регистрације YU-5210, фабричког броја 24 произведене у фабрици "Јастреб".